# Лейшнер, Армин
Армин Отто Лейшнер (англ. Armin Otto Leuschner, 1868—1953) — американский астроном.

## Биография
Родился в Детройте, окончил Мичиганский университет в 1888 году, в 1897 году получил докторскую степень в Берлинском университете за диссертацию, посвященную расчетам орбит комет.
Работал в Калифорнийском университете в Беркли в качестве адъюнкт-профессора астрономии на протяжении более полувека. Основал специальную обсерваторию для обучения студентов позже названную в его честь обсерватория Лейшнера. Совместно с директором Ликской обсерватории Джеймсом Килером разработал учебные программы для студентов, что превратило университет в Беркли в один из национальных центров астрономического образования.
Основные научные труды в области исследований орбит астероидов и комет, что требовало огромного объёма вычислений, к работе над которыми Лейшнер привлекал студентов. Более шестидесяти человек получили докторские степени под руководством Лейшнера.
Лейшнер был одним из основателей Тихоокеанского астрономического общества, президентом Американской ассоциации университетских профессоров, на протяжении двух десятилетий возглавлял комитет Международного астрономического союза по кометам и малым планетам.
Лейшнер был одним из участников дискуссии, является ли недавно открытый П.Ловеллом Плутон той самой «транснептуновой планетой». В 1932 он также высказал предположение, что масса Плутона была меньше земной, а само открытие Плутона было случайным побочным результатом поисков Ловелла.
Медаль Кэтрин Брюс (1936), Медаль Джеймса Крейга Уотсона (1916), Орден Полярной звезды (Швеция) — 1924.
В его честь назван кратер на Луне, астероид № 1361 и обсерватория в Беркли.
В честь его дочери назван астероид (718) Эрида, открытый в 1911 году.